# Jean Dorey
Jean Dorey, né le 27 janvier 1831 à la Ville-ès-Nouaux à Saint-Hélier et mort le 23 août 1872, est un écrivain et journaliste de langue jersiaise et normande.
D’une famille de La Blanche Pierre à Saint-Laurent (Jersey), Jean Dorey a écrit sous les pseudonymes de « JD », « JDR » ou « Jean des Ruettes » en jersiais, en français et en anglais. Il écrivait quelquefois le jersiais de façon phonétique, mais il incorporait des petites poésies qui furent imprimées dans la Nouvelle Année vers 1870.
Il est également l’auteur d’un petit livre et nombre de dictons, de comptines et des poésies à l’état de manuscrits dans les mains de Fraînque Le Maistre (aujourd’hui à la Bibliothèque de la Société Jersiaise).
Il est l’auteur, en français et anglais, des articles historiques, artistiques et généalogiques sur différents sujets. Durant sa courte vie, il a travaillé comme journaliste à la Chronique de Jersey, le Jersey Independent, l’Imprimerie de l’International à Londres et également en France pour le journal le Phare de la Loire.

## Source
- (nrm) Cet article est partiellement ou en totalité issu de l’article de Wikipédia en narum intitulé « Jean Dorey » (voir la liste des auteurs).